# بتروشهد
بتروشهد للبترول أو (بالإنجليزية: Petroshahd Petroleum Co) هي إحدى شركات قطاع البترول المصري والتي تأسست عام 2007 لكي تعمل بمنطقة إميتاز شرق رأس القطارة.

## مناطق امتياز الشركة

### منطقة شرق رأس قطارة
- قانون رقم 8 لسنة 2004 في شأن الترخيص لوزير البترول في التعاقد مع الهيئة المصرية العامة للبترول وشركة سيبترول انترناشيونال اس . ايه . وشركة أويل سيرش (ايجيبت) ليمتد للبحث عن البترول واستغلاله في منطقة شرق رأس قطارة بالصحراء الغربية.[1]

## رؤساء الشركة
- أحمد عبد الوهاب.[2]
- بدري يماني.[3]
- محمود عبد الفتاح.[4]
- أشرف الأمير.[5]
- أحمد الهواري.[6]